# Düstersee (Film)
Düstersee ist ein deutscher Fernsehfilm von Josef Rusnak aus dem Jahr 2023 mit Jan Josef Liefers in der Rolle des Berliner Anwalts Joachim Vernau. Es ist die siebte Folge der Joachim-Vernau-Reihe und basiert auf dem gleichnamigen Roman von Elisabeth Herrmann. Der Film wurde am 13. Februar 2023 im ZDF als Fernsehfilm der Woche erstmals ausgestrahlt. Vorab war der Film ab 4. Februar online abrufbar.

## Handlung
Hildegard Vernau bittet ihren Sohn nachzuforschen, warum sich ihre Freundin, Ingeborg Huth, nicht mehr meldet. Sie vermutet eine Affäre und möchte das genau wissen. Rechtsanwalt Joachim Vernau übernimmt den Auftrag und observiert seine Zielperson. Er verfolgt sie bis nach Düstersee, wo sie tatsächlich einen Mann trifft und zu ihm ins Auto steigt. Der Mann ist der Bürgermeister des Ortes. Anscheinend plant Ingeborg Huth dort ihren Altersruhesitz. Vernau sieht seinen Auftrag eigentlich erfüllt, nachdem er zufällig Zeuge eines Mordfalls wird, als am nächsten Morgen der Investor Christian Steinhoff tot aufgefunden wird. Steinhoff wollte eine alte Villa einschließlich des örtlichen Sees sanieren und hatte am Vorabend um Mitinvestoren geworben. Sein Vorhaben war im Ort umstritten, zumal er einen Antrag auf Enteignung der Seegrundstücke, die er für sein Projekt benötigte, laufen hatte, sodass es einige Feinde geben dürfte. Steinhoffs Ehefrau traut der heimischen Polizei nicht und beauftragt Vernau, den Fall zu übernehmen. Er nimmt an und gerät sogleich in den nächsten Mordfall: Sanja Huth, die eines der wertvollen Seegrundstücke besitzt, die sich Steinhoff aneignen wollte. Ebenso hatte er vor zehn Jahren die alte Villa extrem günstig erworben, nachdem dort ein junger Mann bei einem Brand zu Tode gekommen war. Bürgermeister Kurt Wössner ist sich sicher, dass Steinhoff selber dahintersteckte, um die Immobilie übernehmen zu können. Für Vernau bekommt der Fall allmählich Sinn, denn offensichtlich hatte Sanja Huth ihre Tante Ingeborg zu Hilfe geholt, um ihr Haus nicht kampflos an Steinhoff zu verlieren. Im Zuge ihrer Kampagne hatte Sanja auch den alten Brandfall und den Tod von Chris Helmholtz wieder „ausgegraben“, was nicht nur Steinhoff, sondern einem möglichen Mittäter gefährlich werden konnte. Steinhoffs Witwe beteuert jedoch, dass ihr Mann die Villa schon als Kind geliebt und garantiert nichts mit der Brandstiftung zu tun habe. Eine Befragung des Mädchens, das den Brand damals überlebt hatte, bestätigt diese Vermutung. So ist Vernau nun davon überzeugt, dass der Mord an Steinhoff ein Rachefeldzug der Eltern von Chris Helmholtz ist. Doch auch das ist ein Irrtum, denn so wie es sich nun darstellt, steckt Steinhoffs Stieftochter hinter allem. Sie war damals in Chris Helmholtz verliebt und da ihr Stiefvater diese Verbindung nicht wollte, hatte er sie zu einer Abtreibung gezwungen, als sie von Helmholtz schwanger wurde. Nun hat sie sich dafür Jahre später an ihm gerächt. Sie war es auch, die aus Eifersucht das Haus anzündete und bis heute nicht verwunden hat, dass sie damit ihre Jugendliebe umgebracht hat, was Sanja Huth herausgefunden hatte. Da sie sich jetzt überführt sieht, steckt sie erneut die Villa an und tötet damit sich selbst und auch ihre Mutter.

## Nebenhandlung
Da Sanja Huth die Nichte und einzige Verwandte von Ingeborg Huth ist, erbt „Hüthchen“ deren Vermögen und kauft damit das Haus, in welchem Vernau seine Kanzlei hat. Den Rest des  Geldes überlässt sie einer Stiftung, die dafür sorgen soll, dass in Düstersee alles so bleibt, wie es ist.

## Produktion
Die Dreharbeiten fanden im Zeitraum vom 8. Juni bis zum 8. Juli 2022 in Berlin und Brandenburg statt.

## Rezeption

### Einschaltquote
Die Erstausstrahlung von Düstersee wurde in Deutschland am 13. Februar 2023 von 7,32 Millionen Zuschauern gesehen und erreichte somit einen Marktanteil von 26,0 Prozent für das ZDF.

### Kritiken
Bei tittelbach.tv urteilte Martina Kalweit: „‚Düstersee‘ [ist gar nicht düster, sondern] ein Idyll am Wasser, eine Art Unterleuten mit Strandspielplatz. Der Vergleich zur Juli-Zeh-Verfilmung weckt allerdings Hoffnungen, die der siebte Film nach einer Romanvorlage von Elisabeth Herrmann nicht einlöst. Subtile Verweise sucht man in ‚Düstersee‘ vergebens. Alle Figuren tragen ihre Absichten vor sich her, jeder Schauplatz tapeziert eins zu eins, was die Erzählung uns glauben machen will. Nett anzuschauen und in etwa so spannend wie eine unterhaltsam moderierte Rundfahrt mit der Berliner Ringbahn.“
Oliver Armknecht wertete für film-rezensionen.de und schrieb: „‚Düstersee‘ ist ein unterhaltsamer Krimi, bei dem es eine Weile dauert, bis klar wird, worum es überhaupt geht. Spaß macht das vor allem wegen des Settings und des gut aufgelegten Ensembles, auch wenn Jan Josef Liefers mal wieder nur eine Variation seiner Paraderolle spielt.“
„Komplizierter Fall, trotz einiger Macken durchaus kurzweilig“, meinten die Kritiker der Fernsehzeitschrift TV Spielfilm über den Film und bewerteten diesen mit dem Daumen nach oben. Des Weiteren loben sie die „stimmungsvollen Bilder, [den] schnoddriger Wortwitz und eine superschräge Obduktionsszene.“